# Tetrapulmonats
Els tetrapulmonats (Tetrapulmonata, Caulogastra, Megoperculata o Arachnidea) constitueixen un clade que agrupa als ordres Thelyphonida, Schizomida, Amblypygi i Araneae.

## Etimologia
Rep el seu nom de la presència d'un parell de pulmons en llibres en els segon i tercer segment de l'opistosoma, tot i que el parell posterior és absent en els Schizomida.

## Tipus
Altres sinapomorfies dels tetrapulmonats són una llarga faringe postcerebral (reduïda en Uropygi), endosternita del prosoma amb quatre components segmentals, quelícers subquelats, una unió complexa entre les coxes i els trocànters a les potes motrius, un múscul depressor pretàrsic en la ròtula (convergent amb Dromopoda, perdut en Amblypygi), un pedicel format, en part, per elements ventrals del segon segment de l'opistosoma, i un axonema en els espermatozoides format per 9+3 microtúbuls.